# Declaración Masserano-Rochford

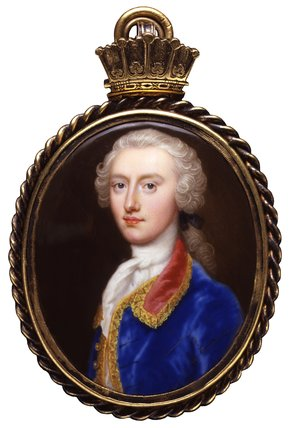
Rochford aceptó sin objeciones la reserva de derechos de España.

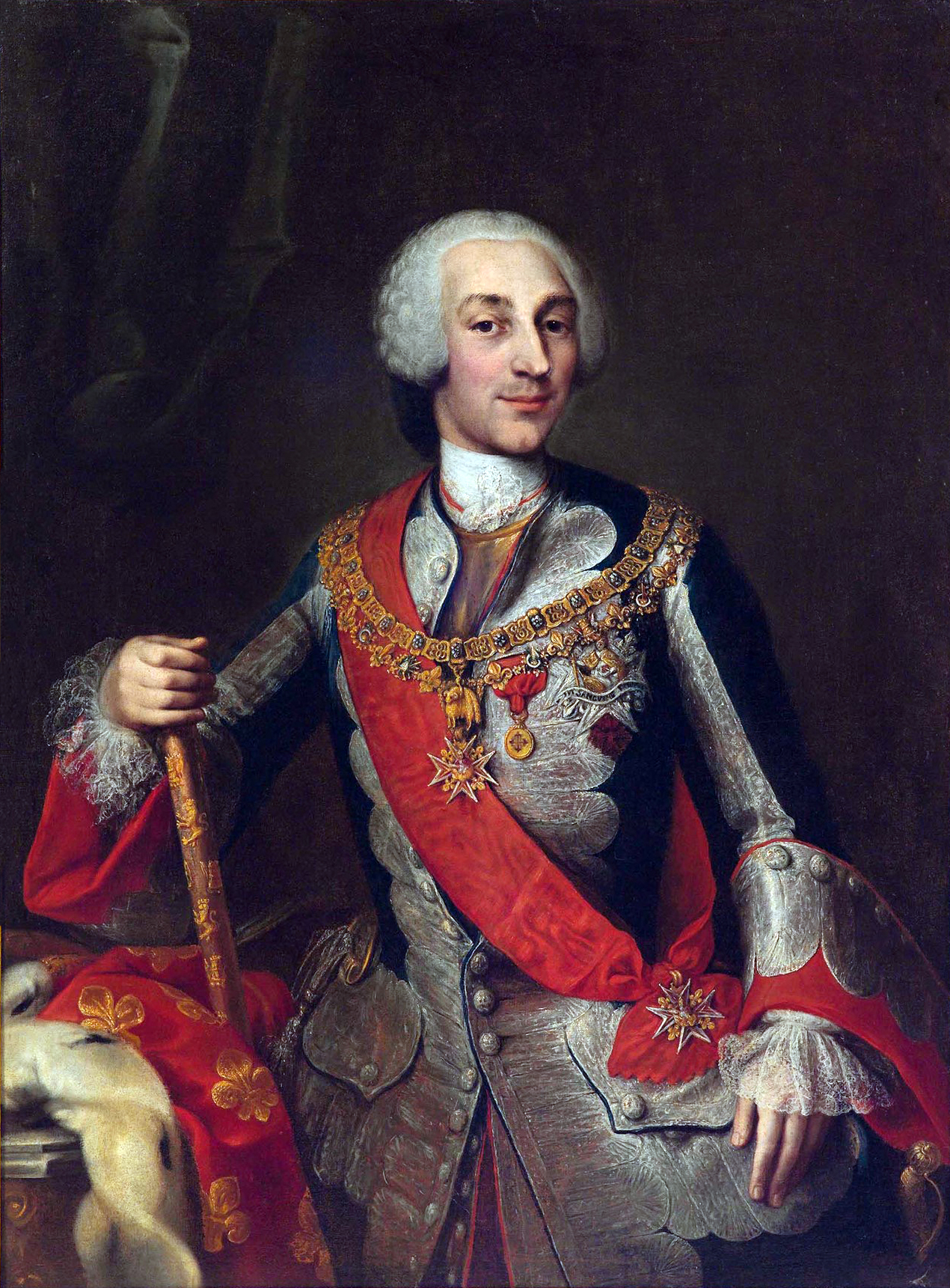
Vittorio Filippo Ferrero Fieschi, Príncipe de Masserano, embajador de España en Gran Bretaña

La Declaración Masserano-Rochford, más conocida como Declaración Masserano, es un intercambio de notas entre los gobiernos de Gran Bretaña y España para lograr una solución pacífica a la crisis diplomática por las islas Malvinas de 1770, que llevó al borde de la guerra a ambos países. 
El intercambio de notas se realizó el 22 de enero de 1771 y consistió en una declaración del Príncipe de Masserano, embajador de España en Gran Bretaña, y una aceptación del conde de Rochford, Secretario de Estado del gobierno británico. 
En la declaración, España se comprometía a restaurar Puerto Egmont al statu quo ante. La declaración de Masserano indicaba, de manera expresa, que esa restauración se realizaba con la sola intención de reparar la ofensa que supuso para el rey Jorge III la expulsión violenta de súbditos británicos y que esa restauración no se puede interpretar como una renuncia de la cuestión de soberanía por parte de España. Sólo se refiere a la restitución física de la posesión británica “del puerto y del fuerte llamado Egmont”, no a la restitución de la Isla Trinidad (donde se estableció el asentamiento británico) ni de la cercana Gran Malvina ni del archipiélago en su totalidad.
En la aceptación, Gran Bretaña también se expresa de la misma manera y se refiere, de forma explícita, únicamente “al puerto y al fuerte llamado Egmont”, no hace referencia a ningún restablecimiento de derechos de soberanía de Gran Bretaña, sino simplemente al retorno de un statu quo fáctico y considera expresamente a la declaración española como una “satisfacción por la ofensa hecha a la Corona de Gran Bretaña”, sin formular objeciones a la reserva de derechos de soberanía realizada por España en el último párrafo de su declaración, lo que significa una aceptación implícita de la reserva.
El representante de Francia en Londres afirmó que: “Al recibir esta reserva y al no contestarla, Inglaterra reconoce tácitamente los derechos de España, los cuales [...] adquieren así un renovado vigor por el silencio de Inglaterra”.
William Pitt, Primer Conde de Chatham, afirmó en el Parlamento Británico, el 25 de enero de 1771, que la Declaración de Masserano “parece un compromiso ignominioso. No fue una satisfacción; ni reparación. El derecho no fue asegurado, e incluso la restitución fue incompleta; que solo Puerto Egmont es devuelto, no la Isla Falkland”.
La declaración de Masserano dice:

Declaración por parte de España.

Habiéndose quejado su Majestad británica de la violencia cometida el 10 de junio de 1770 en la isla llamada comunmente la Gran Malvina y por los ingleses Isla de Falckland, obligando a la fuerza al comandante y súbditos de su Majestad británica á evacuar el que ellos denominan Puerto Egmont, paso ofensivo al honor de su corona; el Príncipe de Maserano, embajador estraordinario de su Majestad católica tiene órden de declarar y declara, que su Majestad católica en consideracion al amor que tiene á la paz y á que continúe la buena armonia con su Majestad británica, y reflexionando que aquel suceso pudiera interrumpirla, ha visto con desagrado dicha empresa capaz á turbarla; y en la persuasion en que su Majestad se halla de la reciprocidad de sentimientos de su Majestad británica y de cuán lejos se halla de autorizar cosa alguna que pudiese turbar la buena inteligencia ente ambas córtes, su Majestad católica reprueba la sobredicha violenta empresa: y por lo tanto, el príncipe de Maserano declara, que su dicha Majestad católica se obliga á dar órden inmediatamente que se repongan las cosas en la Gran Malvina y Puerto de Egmont en el mismo estado que se hallaban antes del 10 de junio de 1770; á cuyo efecto su Majestad católica comisionará á uno de sus oficiales para entregar al oficial autorizado por su Majestad británica el puerto y fuerte llamado de Egmont, con toda la artillería, municiones de guerra y efectos de su Majestad británica y de sus súbditos, que se hallaban allí el mencionado dia, conforme el inventario que se formó.
El príncipe de Maserano declara al mismo tiempo en nombre del rey su amo, que la promesa que hace su dicha Majestad católica de restituir á su Majestad británica la posesion del fuerte y puerto llamado de Egmont no perjudica de modo alguno á la cuestión del derecho anterior de soberanía de las Islas Malvinas, por otro nombre de Falckland. En fé de lo cual, yo el infrascrito embajador estraordinario he firmado la presente declaración en la forma que acostumbro, y le he hecho poner el sello de mis armas.

En Londres, á 22 de enero de 1771. Firmado: El Príncipe de Masserano.

Y la aceptación británica dice:

Aceptación de la declaración anterior.

Habiendo autorizado su Majestad católica al escelentísimo señor príncipe de Maserano, su embajador estraordinario para que ofreciese en nombre de su Majestad al rey de la Gran Bretaña una satisfaccion por la injuria hecha á su Majestad británica, desposeyéndole del fuerte y puerto Egmont; y habiendo firmado hoy dicho embajador una declaración que acaba de entregarme y en que espresa, que deseoso su Majestad católica de restablecer la buena armonia y amistad que subsistia antes entre las dos coronas reprueba la espedicion contra Puerto Egmont, en la cual se empleó la fuerza contra las posesiones, comandante y súbditos británicos, y promete también reponer inmediatamente todas las cosas en el mismo estado en que estaban antes del 10 de junio de 1770; y que su majestad católica dará comision á uno de sus oficiales para entregar al oficia comisionado por su Majestad británica el puerto y fuerte de Puerto Egmont; como igualmente toda la artillería municiones y efectos de su Majestad británica y de sus súbditos, según el inventario que se formó, y habiéndose también obligado dicho embajador en nombre de su Majestad católica á que se realizará el contenido de dicha declaración, entregándose en el término de seis semanas á uno de los primeros secretarios de estado de su Majestad británica el duplicado de las órdenes que pase su Majestad católica á sus oficiales. Su Majestad británica á fin de manifestar las mismas disposiciones amistosas, me ha autorizado á declarar que mirará la citada declaración del Príncipe de Maserano y el entero cumplimiento de la promesa de su Majestad católica como una reparacion de la injuria hecha á la corona de la Gran Bretaña.
En fé de lo cual, yo el infrascrito, uno de los principales secretarios de estado de su Majestad británica, he firmado la presente en la forma que acostumbro, y le hice poner el sello de mis armas. 

En Londres, 22 de enero de 1771. Firmado: Rochford.